# Шведський дивізіон 1 з хокею 1951—1952
Дивізіон 1: 1951—1952 — 8-й сезон у «Дивізіон 1», що був на той час найвищою за рівнем клубною лігою у шведському хокеї з шайбою.
У чемпіонаті взяли участь 12 клубів, розділених на дві групи. Турнір проходив у два кола.
Переможцем змагань став клуб Седертельє СК.

## Регулярний сезон

### Північна група
|   | Команда                            | І  | В | Н | П | Ш     | О  |
| - | ---------------------------------- | -- | - | - | - | ----- | -- |
| 1 | Євле ГІК                           | 10 | 7 | 2 | 1 | 41–19 | 16 |
| 2 | «Гаммарбю» ІФ (Стокгольм)          | 10 | 7 | 1 | 2 | 48–23 | 15 |
| 3 | АІК Стокгольм                      | 10 | 6 | 2 | 2 | 52–31 | 14 |
| 4 | Нака СК                            | 10 | 3 | 1 | 6 | 26–57 | 7  |
| 5 | Мура ІК                            | 10 | 2 | 1 | 7 | 37–53 | 5  |
| 6 | УоІФ «Маттеуспойкарна» (Стокгольм) | 10 | 1 | 1 | 8 | 27–48 | 3  |

### Південна група
|   | Команда                   | І  | В | Н | П | Ш     | О  |
| - | ------------------------- | -- | - | - | - | ----- | -- |
| 1 | Седертельє СК             | 10 | 8 | 2 | 0 | 53–19 | 18 |
| 2 | «Юргорден» ІФ (Стокгольм) | 10 | 6 | 1 | 3 | 46–27 | 13 |
| 3 | Лександс ІФ               | 10 | 5 | 1 | 4 | 40–38 | 11 |
| 4 | Форсгага ІФ               | 10 | 4 | 0 | 6 | 38–56 | 8  |
| 5 | Грумс ІК                  | 10 | 2 | 1 | 7 | 25–43 | 5  |
| 6 | ІК «Йота» (Стокгольм)     | 10 | 2 | 1 | 7 | 39–58 | 5  |

## Фінал
- Седертельє СК – Євле ГІК 4–1, 4–2